# Vasile Louis Puşcaş
Vasile Louis Puşcaş (Aurora, 13 september 1915 - aldaar, 3 oktober 2009) was een Amerikaans geestelijke en een eparch van de met de Rooms-Katholieke Kerk geünieerde Roemeense Grieks-Katholieke Kerk.
Puşcaş werd op 14 mei 1942 priester gewijd. In 1982 werd hij benoemd tot apostolisch exarch van Saint George's in Canton en tot titulair bisschop van Leuce. Zijn bisschopswijding vond plaats op 26 juni 1983. Op 26 maart 1987 werd hij benoemd als de eerste bisschop van de eparchie Saint George's in Canton met zetel in Canton, Ohio.
Puşcaş ging op 2 juli 1993 met emeritaat.